# Frentzel

Herb szlachecki Frentzel

Odmiana herbu Frentzel

Frentzel (Fraentzel) – polski herb szlachecki z nobilitacji, nadany w Królestwie Polskim.

## Opis herbu
Na tarczy ściętej, w górnej trzeciej części, w polu zielonym – dwie sześcioramienne gwiazdy złote, w dolnym srebrnym – drzewo. Tarczę okrywa płaszcz zielony i korona szlachecka, z lewej strony olbrzym nagi oparty prawą ręką o tarczę, z maczugą w lewej.

## Najwcześniejsze wzmianki
Nadany 5 lutego 1826 Piotrowi Lebrechtowi Frentzel przez cesarza Rosji i króla Polski Mikołaja I.

## Herbowni
Frentzel.